# Dwodenziwka
Dwodenziwka (ukrainisch Дводенцівка), auch dscholomiga (джоломіґа), dscholomyha, blysniwka, dwijnyzja, terziwka, karabka, montelew, dschurunkalka, ist eine in der Ukraine gespielte Doppelflöte, deren beide Spielröhren dem Typ der ukrainischen Kernspaltflöte sopilka entsprechen.

## Bauform
Die dwodenziwka besteht aus einem Holzstück, in das zwei parallele Spielröhren gebohrt sind, die beide zugleich über ein schnabebförmiges Mundstück angeblasen werden. Zwei Varianten werden unterschieden: Eine besitzt eine Spielröhre mit vier Fingerlöchern auf der rechten Seite und eine mit drei Fingerlöchern auf der linken Seite, die andere besitzt eine Spielröhre mit fünf Fingerlöchern und eine Bordunröhre ohne Löcher.
Verwandte Doppelflöten in Ost- und Südosteuropa sind unter anderem die dwojanka in Bulgarien und die fluier gemănat in Rumänien. Weitere Doppelflöten gibt oder gab es in Ungarn (kettősfurulya entsprechend der furulya), der Slowakei (dvojačka und fujara-dvojka), Südpolen (piszczałka) und im Westen Russlands (zwei in einem spitzen Winkel zusammen geblasene Kernspaltflöten).